# 知和站
知和站（日语：／ Chiwa eki */?）是位於岡山縣津山市加茂町小渕918番4號，西日本旅客鐵道（JR西日本）的因美線車站。
在2020年3月13日前，上午設有一班前往智頭方向的列車停站（在上午，所有上行列車均為快速列車並通過此站）。智頭方向的首班列車中，截至2019年3月為12時09分。這個狀況直至2020年3月14日時間表修正，早上1班快速列車降級為普通列車。

## 歷史
- 1931年（昭和6年）9月12日 - 因美南線美作河井站至美作加茂站之間開通，此站啟用。
  - 當時車站地址是岡山縣苫田郡東加茂村（日语：東加茂村）小渕。
- 1932年（昭和7年）7月1日 - 因美南線成為因美線一部分，此站成為因美線車站。
- 1942年（昭和17年）5月27日 - 隨著加茂町（日语：加茂町 (岡山県)）（第二次）成立，車站地址變為岡山縣苫田郡加茂町小渕。
- 1954年（昭和29年）4月1日 - 隨著加茂町（第三次）成立，車站地址變為岡山縣苫田郡加茂町小渕。
- 1987年（昭和62年）4月1日 - 伴隨國鐵分割民營化，車站由西日本旅客鐵道（JR西日本）營運。
- 2005年（平成17年）2月28日 - 加茂町編入至津山市，車站地址變為岡山縣津山市加茂町小渕。

## 車站構造

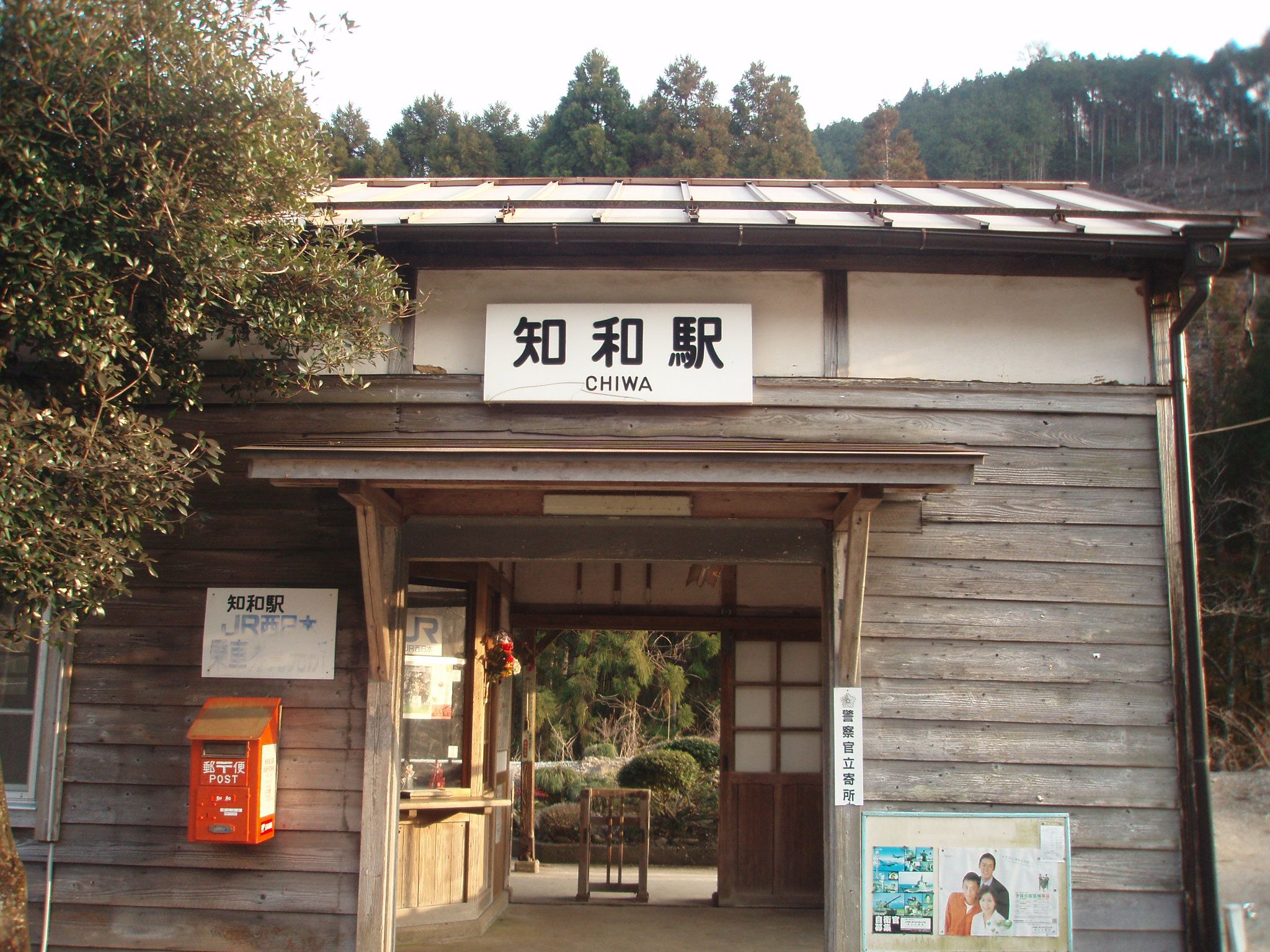
車站正面（2008年3月16日）

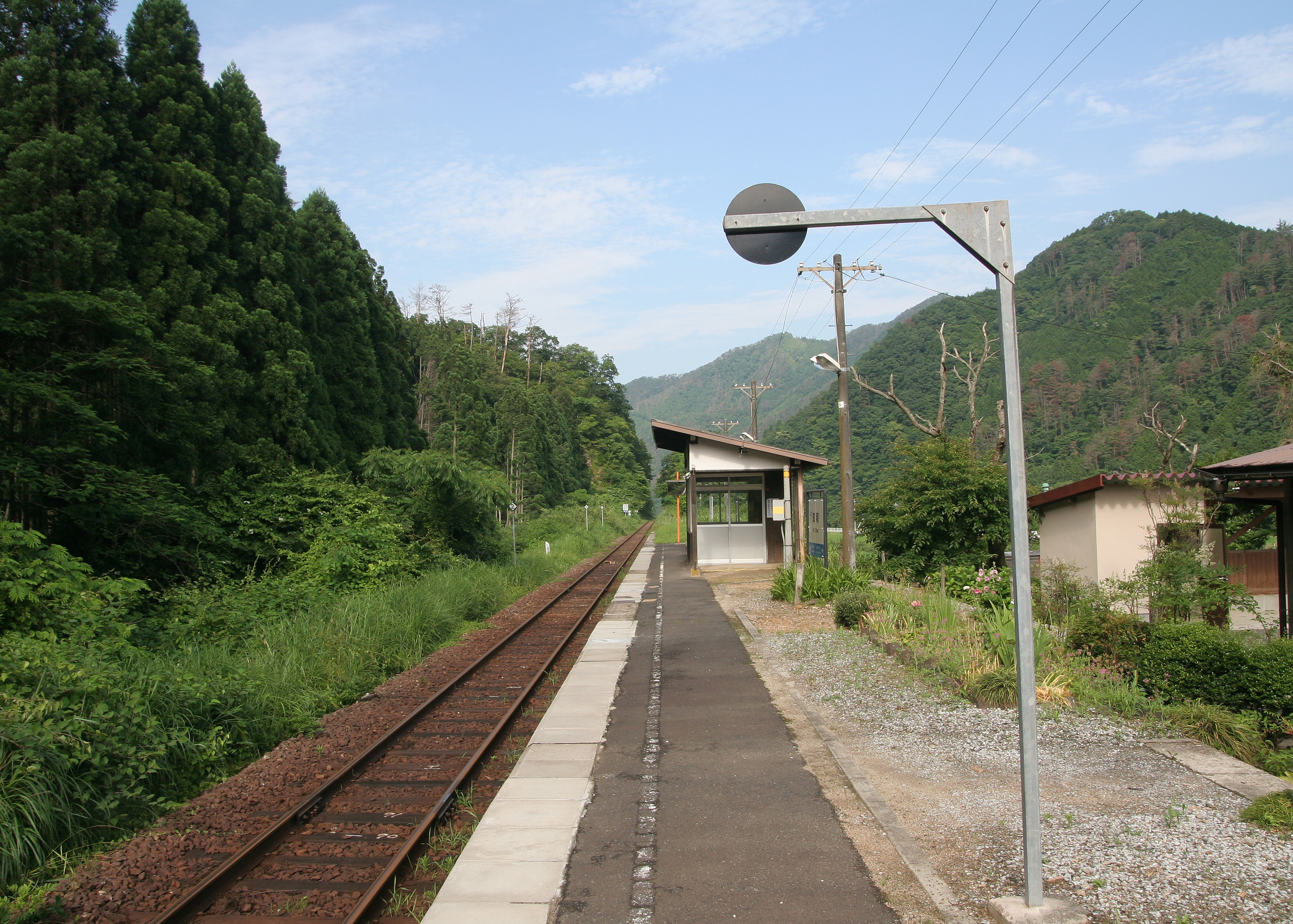
月台（2009年6月24日）

車站是一座地面車站，設有1面1線單式月台，津山方向的列車會開啟右邊車門，前往津山方向和智頭方向的列車使用同一月台。車站大樓是一座木造建築物，在車站啟用時已經建成。
此站是由津山站管理的無人車站。此站沒有自動售票機和乘車站證明票發行機。

## 使用狀況
以下為近年1日平均乘車人次列表：
| 乘車人次變化 | 乘車人次變化    |
| 年度         | 1日平均乘車人次 |
| ------------ | --------------- |
| 1999         | 22              |
| 2000         | 27              |
| 2001         | 25              |
| 2002         | 19              |
| 2003         | 13              |
| 2004         | 12              |
| 2005         | 17              |
| 2006         | 13              |
| 2007         | 8               |
| 2008         | 7               |
| 2009         | 4               |
| 2010         | 5               |
| 2011         | 9               |
| 2012         | 9               |
| 2013         | 9               |
| 2014         | 9               |
| 2015         | 9               |
| 2016         | 7               |
| 2017         | 6               |
| 2018         | 4               |

## 車站周邊
- 上加茂郵局
- 岡山縣道·鳥取縣道6號津山智頭八東線（日语：岡山県道・鳥取県道6号津山智頭八東線）

## 相鄰車站
西日本旅客鐵道（JR西日本）
 因美線
■快速
通過
■普通
美作河井－知和－美作加茂

## 注腳
1. ↑  3.14ダイヤ改正 （页面存档备份，存于） - JR出行網，2020年2月8日參閲
2. ↑  .   [2019-06-18]. （原始内容存档于2021-02-09） （日语）.
3. ↑  岡山縣統計年報

## 外部連結
- 知和｜車站資訊：JR出門網 - 西日本旅客鐵道（日語）